# Janina Gostwicka
Janina Gostwicka (ur. 1920, zm. 9 maja 2016) – polska muzealniczka, historyk sztuki, autorka książek z dziedziny antycznego meblarstwa.

## Życiorys
Ukończyła historię sztuki na Uniwersytecie Jagiellońskim. W latach 1945–1977 pełniła funkcję starszego kustosza Państwowych Zbiorów Sztuki na Wawelu  (Zamek Królewski na Wawelu – Państwowe Zbiory Sztuki), będąc także wieloletnim kierownikiem Działu Mebli Zabytkowych. Publikowała również w prasie branżowej w tym między innymi w periodyku Muzealnictwo. Została pochowana na cmentarzu Rakowickim w Krakowie.

## Wybrane odznaczenia
- Złoty Krzyż Zasługi[2]

## Wybrana bibliografia autorska
- Dawne krzesła (Krajowa Agencja Wydawnicza, Warszawa, 1986; ISBN 83-03-01518-4)
- Dawne łóżka (Krajowa Agencja Wydawnicza, Warszawa, 1987; ISBN 83-03-01754-3)
- Dawne meble polskie (Arkady, Warszawa, 1965)
- Dawne stoły (Krajowa Agencja Wydawnicza, Warszawa, 1981)
- Dawne szafy (Krajowa Agencja Wydawnicza, Warszawa, 1981)
- Meble i zegary w zbiorach Muzeum w Jarosławiu (Muzeum w Jarosławiu, Jarosław, 1988)
- Włoskie meble renesanowe w zbiorach wawelskich (Wydawnictwo "Sztuka", Warszawa, 1954)